# Markus Pavic
Markus Pavic (Vienna, 26 marzo 1995) è un calciatore austriaco, difensore del Leopoldsdorf.

## Caratteristiche tecniche
È un sinistro naturale: gioca prevalentemente da terzino sinistro, ma all'occorrenza si è esibito anche come centrale di difesa o esterno sinistro di centrocampo.

## Carriera

### Club
Cresciuto nelle giovanili dell'Austria Vienna prima e dello Stadlau poi, dal 2012 esordisce nella quarta serie austriaca giocando col Wienerberg.
Nel 2014 Admira Wacker M., militando con la formazione riserve in terza serie, disputando 43 partite e segnando due reti. Il 5 dicembre 2012 fa il suo esordio in prima squadra giocando titolare la gara di campionato contro lo Sturm Graz. Nel corso di due stagioni disputa diciassette gare in Bundesliga, saltando diverse gare per infortunio. Gioca, inoltre, le prime quattro gare dell'Admira nei turni di qualificazione all'Europa League.
Dopo aver finito la stagione 2016-2017 ai margini della prima squadra, nell'estate del 2017 passa ai croati del Rudeš: qui trova finalmente continuità disputando ventotto gare in massima serie, in una stagione che vede il Rudeš salvarsi agevolmente. Sorte diversa gli capita a seguito del passaggio ai francesi del Sochaux, avvenuto nell'estate 2018: in sei mesi di permanenza Pavic non scende mai in campo in Ligue 2, venendo raramente convocato persino per la panchina dal tecnico spagnolo José Manuel Aira. Le uniche due presenze col Sochaux si verificano durante i turni preliminari di Coppa di Francia.
A gennaio 2019 torna così nel campionato croato, stavolta con l'Istria 1961, che curiosamente era stata diretta rivale per la salvezzadel Rudeš nella stagione precedente; proprio il Rudeš troverà la retrocessione diretta, mentre Pavic sarà decisivo per la salvezza dell'Istria segnando il suo primo gol in massima serie proprio nello scontro diretto contro il Rudeš e servendo l'assist per il definitivo 2-0 nella gara di ritorno dei play-out contro il Sebenico. La stagione 2019/2020 si rivela una fotocopia di quella precedente, com l'Istria salvo ai play-out e Pavic che accumula 29 presenze, chiudendo la seconda esperienza croata con un totale di 46 presenze.
A settembre 2020 arriva in Italia giocando in Serie B 2020-2021 con la maglia della Virtus Entella. Il suo esordio avviene in Coppa Italia nella vittoriosa gara del secondo turno contro l'AlbinoLeffe, mentre in campionato gioca da titolare il terzo turno contro la Reggina. Chiude la sua prima stagione in Liguria con 21 presenze all'attivo, ma con la squadra che finisce ultima e retrocede in Serie C. Dopo aver giocato altre 19 partite in terza serie, il 30 giugno 2022 rimane svincolato non essendo stato confermato dal club ligure.

## Statistiche

### Presenze e reti nei club
Statistiche aggiornate al 3 maggio 2022.
| Stagione                     | Squadra                      | Campionato                   | Campionato | Campionato | Coppe nazionali | Coppe nazionali | Coppe nazionali | Coppe continentali | Coppe continentali | Coppe continentali | Totale | Totale |
| Stagione                     | Squadra                      | Comp                         | Pres       | Reti       | Comp            | Pres            | Reti            | Comp               | Pres               | Reti               | Pres   | Reti   |
| ---------------------------- | ---------------------------- | ---------------------------- | ---------- | ---------- | --------------- | --------------- | --------------- | ------------------ | ------------------ | ------------------ | ------ | ------ |
| 2015-2016                    | Admira Wacker M.             | BL                           | 9          | 0          | CA              | 0               | 0               | -                  | -                  | -                  | 9      | 0      |
| 2016-2017                    | Admira Wacker M.             | BL                           | 8          | 0          | CA              | 1               | 0               | UEL                | 4                  | 0                  | 13     | 0      |
| Totale Admira Wacker Mödling | Totale Admira Wacker Mödling | Totale Admira Wacker Mödling | 17         | 0          |                 | 1               | 0               |                    | 4                  | 0                  | 22     | 0      |
| 2017-2018                    | Rudeš                        | 1L                           | 28         | 0          | CC              | 1               | 0               | -                  | -                  | -                  | 29     | 0      |
| 2018-gen.2019                | Sochaux                      | L2                           | 0          | 0          | CF+CdL          | 2+0             | 0+0             | -                  | -                  | -                  | 2      | 0      |
| gen-giu 2019                 | Istria 1961                  | 1L                           | 15+1       | 1+0        | CC              | 0               | 0               | -                  | -                  | -                  | 16     | 1      |
| 2019-2020                    | Istria 1961                  | 1L                           | 29+1       | 0+0        | CC              | 0               | 0               | -                  | -                  | -                  | 30     | 0      |
| Totale Istria 1961           | Totale Istria 1961           | Totale Istria 1961           | 46         | 1          |                 | 0               | 0               |                    | 0                  | 0                  | 46     | 1      |
| 2020-2021                    | Virtus Entella               | B                            | 21         | 0          | CI              | 1               | 0               | -                  | -                  | -                  | 22     | 0      |
| 2021-2022                    | Virtus Entella               | C                            | 19         | 0          | CIC             | 1               | 0               | -                  | -                  | -                  | 20     | 0      |
| Totale Virtus Entella        | Totale Virtus Entella        | Totale Virtus Entella        | 40         | 0          |                 | 2               | 0               |                    | 0                  | 0                  | 42     | 0      |
| Totale carriera              | Totale carriera              | Totale carriera              | 131        | 1          |                 | 6               | 0               |                    | 4                  | 0                  | 141    | 1      |